# Porte de Versailles (metrostation)
Porte de Versailles is een station van de metro in Parijs langs metrolijn 12 en de tramlijnen 2 en 3a in het 15de arrondissement. Het station bedient de hoofdingang van Paris Expo Porte de Versailles.

## Geschiedenis
Het station is geopend op 5 november 1910 aan metrolijn 12, bij de opening van deze lijn. In 1930 zijn de perrons van het station verplaatst, opdat lijn 12 verlengd kon worden naar Mairie d'Issy.
Op 16 december 2006 werd het station ook een halte van tramlijn 3, op 21 november 2009 werd het station ook een halte van tramlijn 2.

## Ligging

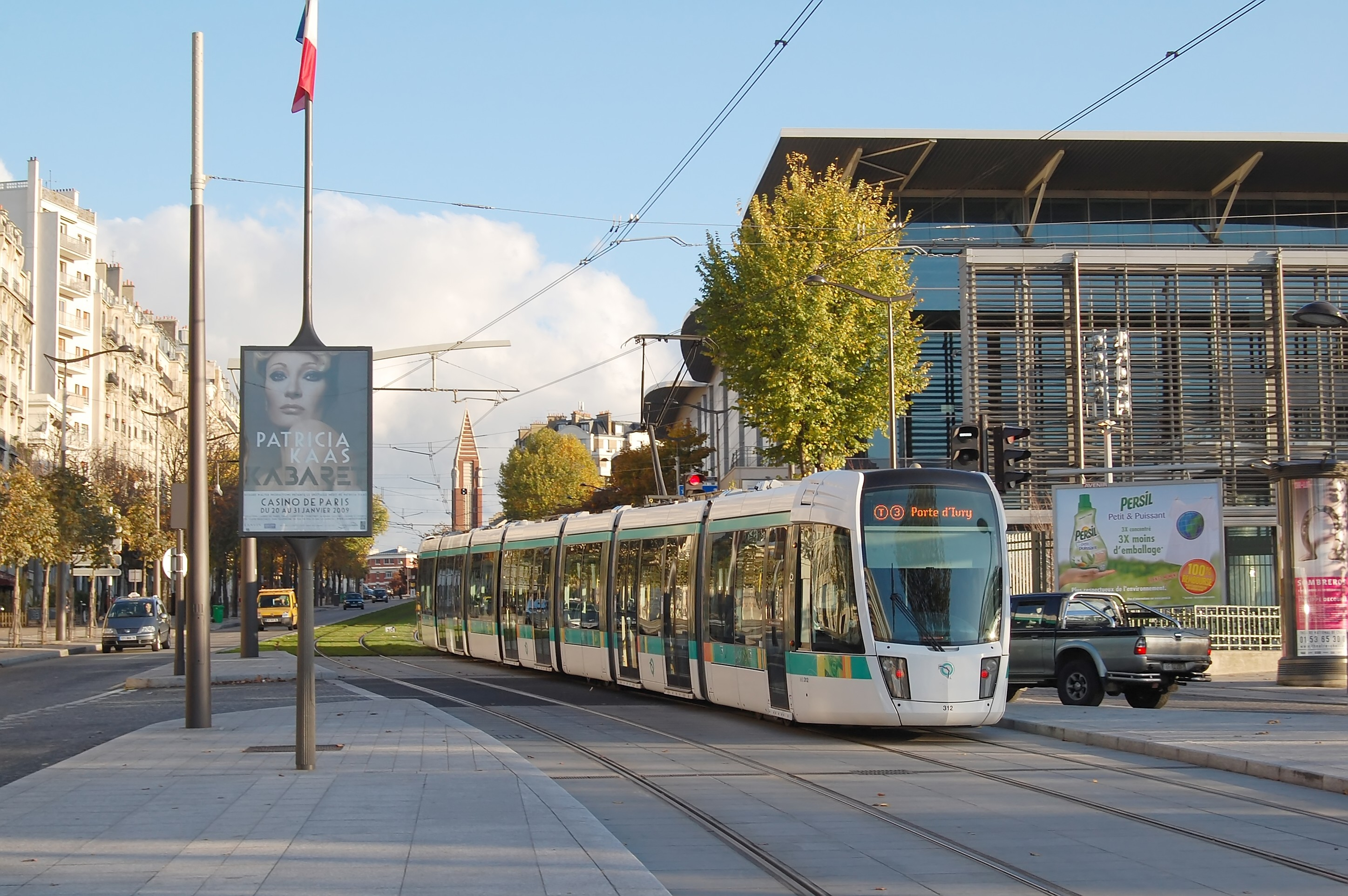
Tramlijn 3a nabij het station

### Metrostation
Het metrostation ligt onder de boulevard Lefebvre, ten oosten van de kruising bij de Porte de Versailles.

### Tramhalte
De tramhalte van lijn 3a ligt op de boulevard Lefebvre, de halte van lijn 2 staat haaks op die van lijn 3a, in het verlengde van de Avenue Ernest Renan.

## Aansluitingen
- RATP-busnetwerk: een lijn
- Noctilien: twee lijnen

Mairie d'Aubervilliers · Aimé Césaire · Front Populaire · Porte de la Chapelle · Marx Dormoy · Marcadet - Poissonniers · Jules Joffrin · Lamarck - Caulaincourt · Abbesses (metrostation) · Pigalle · Saint-Georges · Notre-Dame-de-Lorette · Trinité - d'Estienne d'Orves · Saint-Lazare · Madeleine · Concorde · Assemblée nationale · Solférino · Rue du Bac · Sèvres - Babylone · Rennes · Notre-Dame-des-Champs · Montparnasse - Bienvenüe · Falguière · Pasteur · Volontaires · Vaugirard · Convention · Porte de Versailles · Corentin Celton · Mairie d'Issy